# Potryty

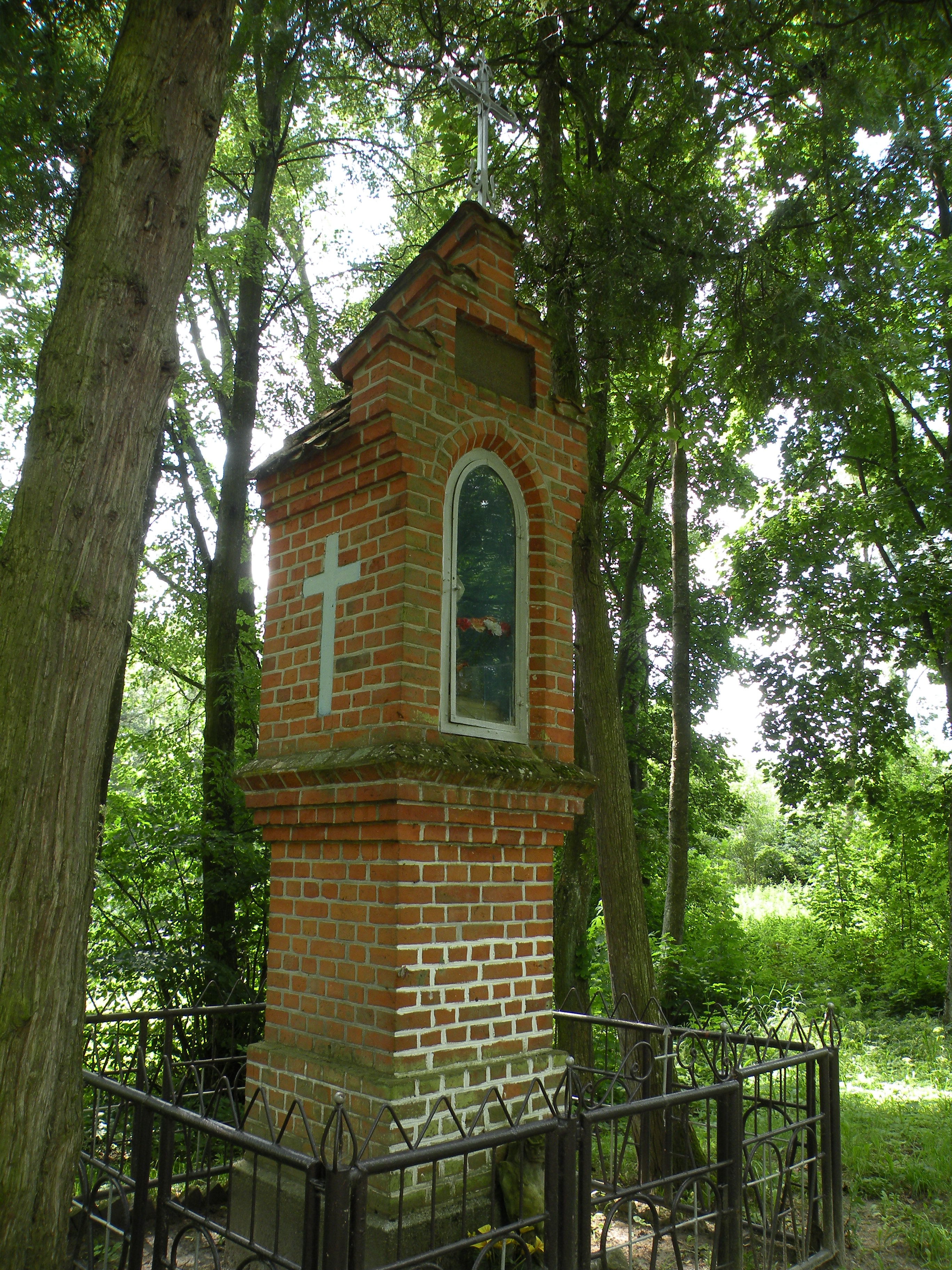
Potryty, kapliczka

Potryty (niem. Potritten) – osada w Polsce położona w województwie warmińsko-mazurskim, w powiecie olsztyńskim, w gminie Jeziorany. W latach 1975–1998 miejscowość administracyjnie należała do województwa olsztyńskiego. Osada znajduje się w historycznym regionie Warmia.
We wsi znajdują się zabudowania mieszkalne dawnego PGR-u, zabytkowy pałac i zespół młyński, kaplica, kapliczka przydrożna. Wokół wsi wielkohektarowe uprawy intensywnego rolnictwa.

## Historia
Wieś powstała w pierwszej połowie XIV w. Na przepływającej tuż przy wsi Symsarnie w XVIII w. funkcjonował młyn wodny. W końcu XIX w. i pierwszej połowie XX majątek ziemski o powierzchni 280 ha należał do rodziny von Marquard. W latach dwudziestych XX w. w Potrytach funkcjonowały dwa młyny i tartak. Po 1945 we wsi powstał PGR, w którym (1963 r.) zorganizowano dojazdowy punkt lekarski.
Na terenie wsi znajduje się cmentarzysko z epoki brązu.

## Zabytki
- Dwór barokowy z XVIII w. był wielokrotnie przebudowywany. Wzniesiony jest prawdopodobnie na fundamentach średniowiecznej budowli. Po przebudowie w poł. XIX w. elewacje klasycystyczne[4] (Własność prywatna, obecnie remontowany[5])
- Park przy dworze.
- Brama wjazdowa.
- Młyn z urządzeniami technicznymi z pocz. XIX w.

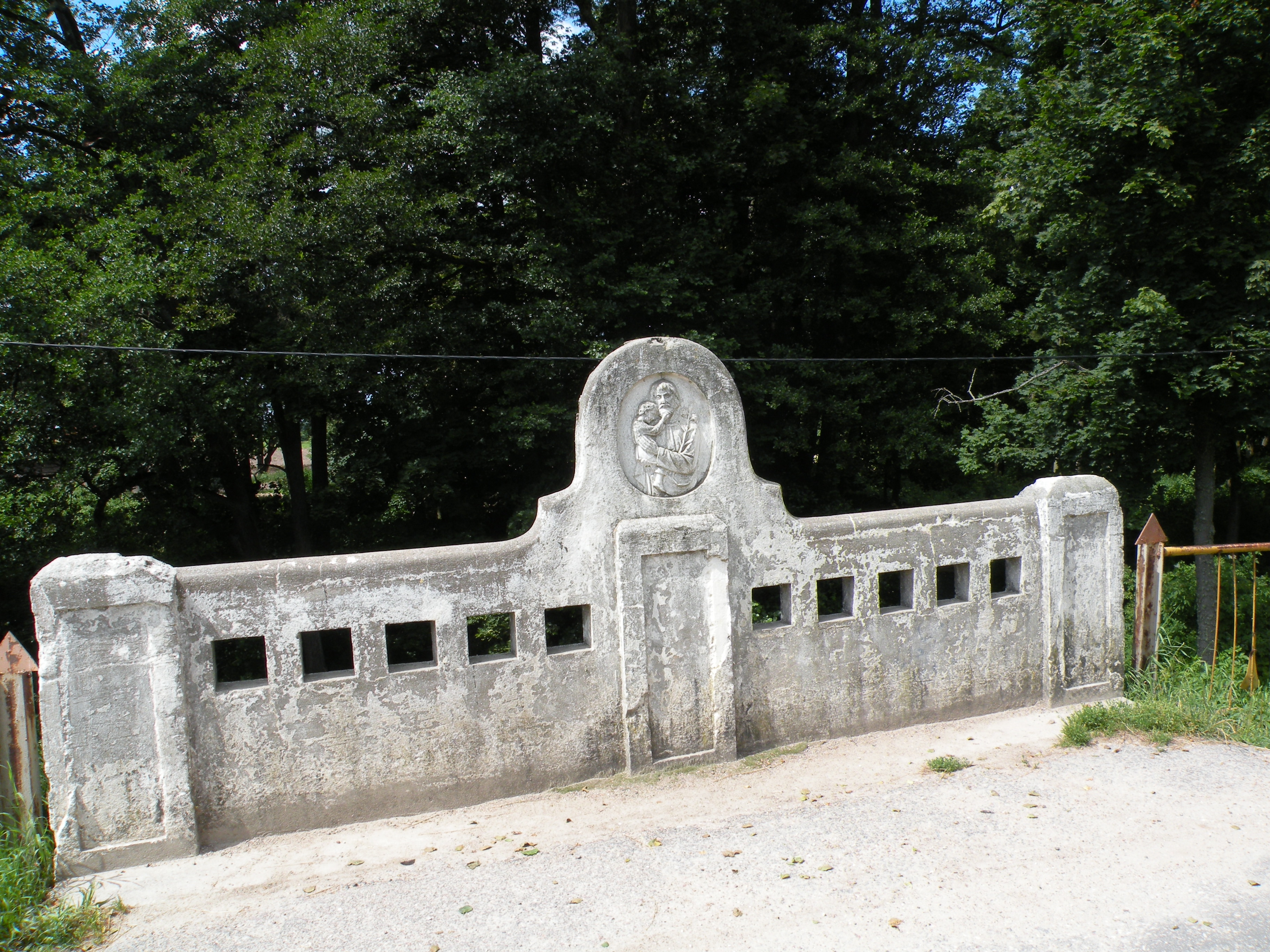
Most w zespole młyńskim, Potryty
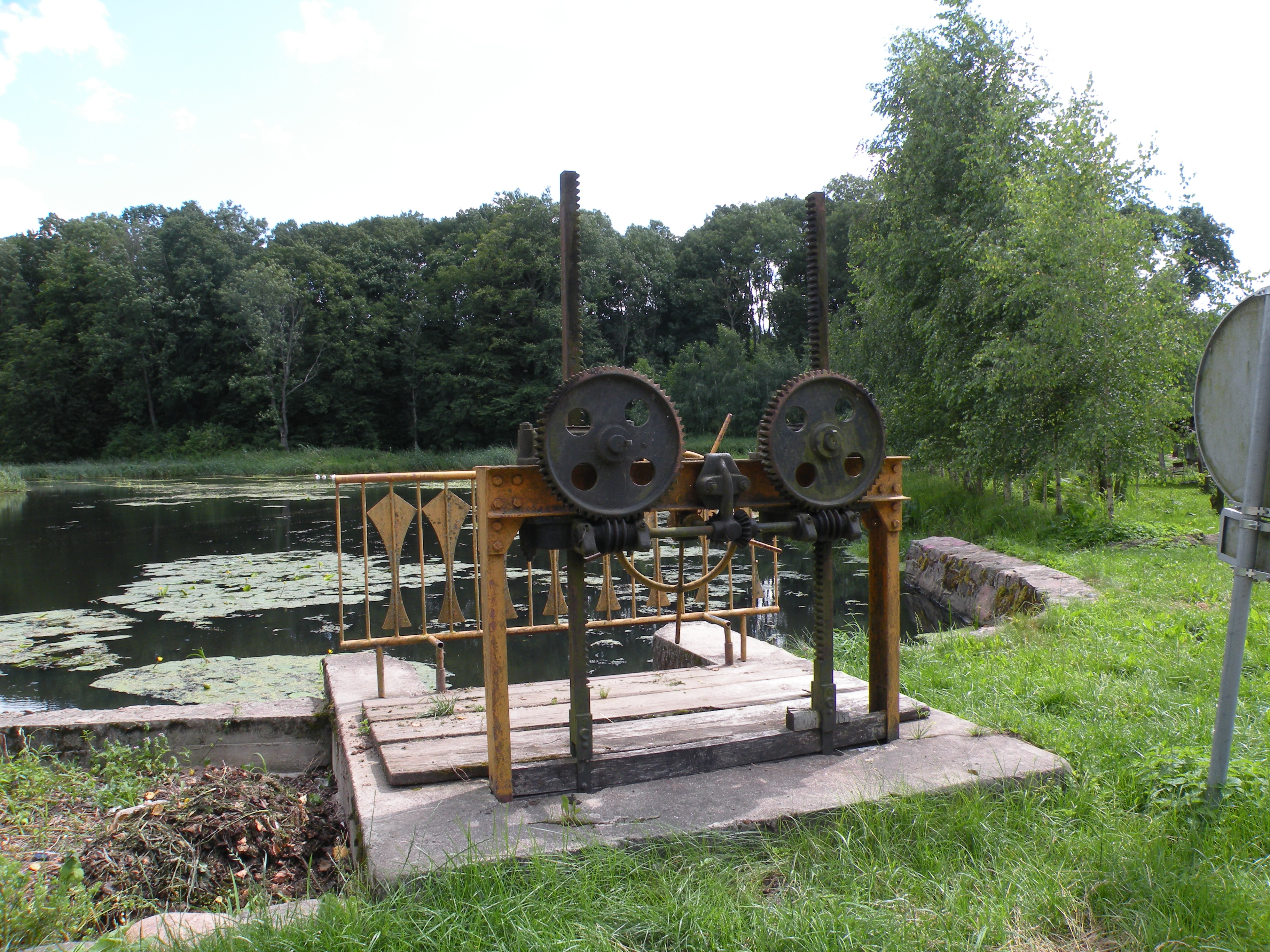
Zabytkowe urządzenia hydrotechniczne przy młynie
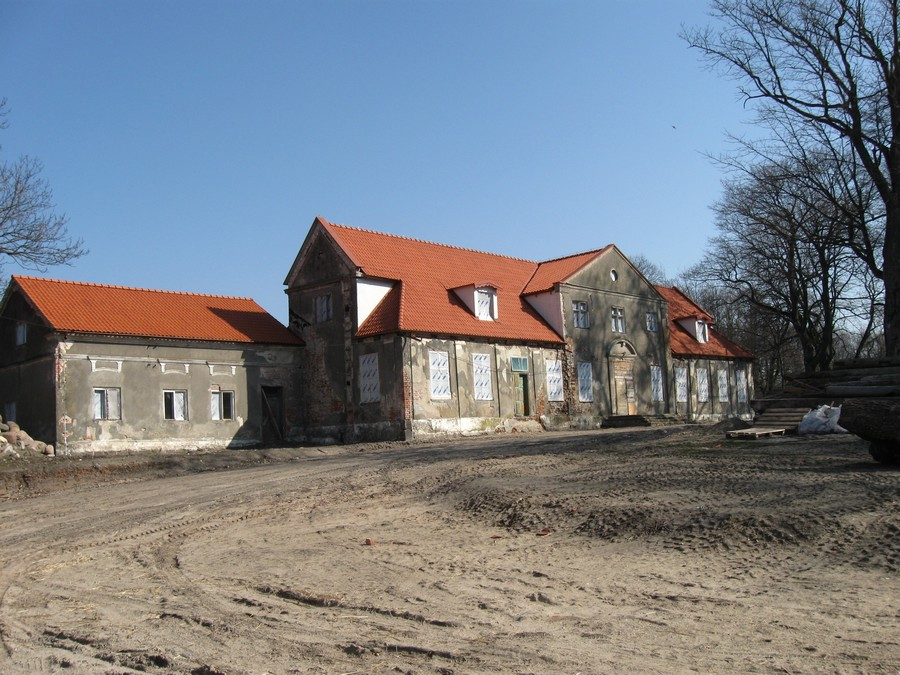
Dwór